# Carla (film)
Carla è un film biografico del 2021 diretto da Emanuele Imbucci e liberamente ispirato all'autobiografia Passo dopo passo. La mia storia della celebre ballerina Carla Fracci.

## Trama
Nella Milano dell'immediato dopoguerra la bambina Carla Fracci viene iscritta alla Scuola di Ballo del Teatro alla Scala. Nel 1955, dopo La sonnambula interpretata da Maria Callas, il regista Luchino Visconti la sceglie per il balletto di Fokine Lo spettro della rosa. Sempre alla Scala conosce Beppe Menegatti, all'epoca aiuto regista di Visconti. Dopo la maternità ritorna sulle scene ne Lo schiaccianoci con Rudol'f Nureev.

## Produzione
Il film è stato realizzato con la consulenza diretta della stessa Carla Fracci, del marito Beppe Menegatti e della loro collaboratrice storica Luisa Graziadei. Le riprese hanno avuto luogo a Roma, Orvieto e Milano e, per la prima volta per una fiction, all'interno del Teatro alla Scala.
Le coreografie sono state curate da Paul Chalmer. Le controfigure nelle parti danzate sono: Susanna Salvi per Alessandra Mastronardi (Carla Fracci), Giacomo Castellana per Léo Dussolier (Rudol'f Nureev) e Silvia Fanfani per Paola Calliari (Ginevra Andegari).
La conferenza stampa è avvenuta a Milano il 27 ottobre 2021.

## Distribuzione
Distribuito in anteprima nei cinema per tre giorni dall'8 al 10 novembre 2021 da QMI, il film è stato trasmesso in chiaro su Rai 1 il 5 dicembre, totalizzando 3 598 000 spettatori e uno share del 17,7%.